# Olympique de Marseille 2017-2018 (femminile)
Questa voce raccoglie le informazioni riguardanti la squadra femminile dell'Olympique de Marseille nelle competizioni ufficiali della stagione 2017-2018.

## Stagione
La stagione dell'Olympique Marsiglia riparte dall'eccellente ed inaspettato 4º posto in campionato ottenuto al termine della stagione precedente, con la dirigenza che conferma Christophe Parra come tecnico della squadra, sulla panchina dell'OM fin dalle origini riuscendo a raggiungere, partendo dal championnat du district de Provence, il più basso livello del campionato francese di categoria, la Division 1 Féminine. I movimenti di mercato durante la pausa estiva interessano tutti i reparti, tra gli altri con inserti in difesa, con Hawa Cissoko in arrivo dal Paris Saint-Germain, e in attacco, con la nazionale islandese Fanndís Friðriksdóttir, di provenienza Breiðablik, e Namnata Traoré acquistata dal Saint-Étienne.
Al contrario del campionato 2016-2017 la squadra mostra segni di difficoltà già dalle prime giornate, riuscendo a incamerare solo 3 punti nelle prime sei partite e non riuscendo poi più ad ottenere una vittoria fino al termine del girone di andata. Senza alcun inserimento durante la sessione invernale di calciomercato la squadra continua a faticare e, pur riuscendo a vincere tre incontri su undici nel girone di ritorno, non lascia mai il dodicesimo e ultimo posto in classifica. La matematica retrocessione in Division 2 arriva il 13 maggio 2018, alla 20ª giornata, con la sconfitta esterna per 7-0 subita dall'Olympique Lione.
In Coppa di Francia, dopo aver superato con facilità il Caen AG, formazione di Régional 1, al 2º turno federale, l'OM riesce a battere il Fleury 2-0 agli ottavi di finale finendo poi la sua corsa ai quarti, superato dal Montpellier solamente ai calci di rigore dopo che l'incontro si era concluso sull'1-1 ai tempi supplementari.

## Divise e sponsor
La grafica delle divise casalinghe ripropone l'abbinamento adottato dalla squadra maschile dell'Olympique Marsiglia. Il main sponsor era Intersport, rivenditore di articoli sportivi svizzera, lo sponsor tecnico, fornitore delle tenute da gioco, Adidas.
| Casa | Trasferta | 3ª tenuta |

## Organigramma societario
Area tecnica
- Allenatore: Christophe Parra
- Vice allenatori:
- Preparatore dei portieri:
- Preparatori atletici:
- Fisioterapisti:
- Medico sociale:

## Rosa
Rosa, ruoli e numeri di maglia come da sito ufficiale e sito Footoféminin.fr, aggiornati al 25 febbraio 2018.
| N. |                    | Ruolo | Calciatrice                  |
| -- | ------------------ | ----- | ---------------------------- |
| 1  | Francia (bandiera) | P     | Maureen Saint-Léger          |
| 2  | Canada (bandiera)  | C     | Marie-Yasmine Alidou d'Anjou |
| 3  | Francia (bandiera) | D     | Anaïs M'Bassidjé             |
| 4  | Francia (bandiera) | D     | Maud Antoine                 |
| 5  | Francia (bandiera) | D     | Amandine Blanc               |
| 6  | Francia (bandiera) | A     | Viviane Asseyi               |
| 7  | Francia (bandiera) | C     | Nora Coton-Pélagie           |
| 8  | Messico (bandiera) | C     | Cristina Ferral              |
| 9  | Francia (bandiera) | C     | Jamila Hamidou               |
| 10 | Francia (bandiera) | A     | Charlotte Lozé               |
| 11 | Francia (bandiera) | A     | Cindy Caputo                 |
| 12 | Francia (bandiera) | A     | Mickäella Cardia             |

| N. |                    | Ruolo | Calciatrice            |
| -- | ------------------ | ----- | ---------------------- |
| 13 | Francia (bandiera) | D     | Tess Laplacette        |
| 14 | Francia (bandiera) | D     | Kelly Gadéa            |
| 16 | Canada (bandiera)  | P     | Geneviève Richard      |
| 17 | Francia (bandiera) | C     | Lalia Dali-Storti      |
| 18 | Francia (bandiera) | A     | Namnata Traoré         |
| 20 | Francia (bandiera) | C     | Caroline Pizzala       |
| 21 | Islanda (bandiera) | A     | Fanndís Friðriksdóttir |
| 23 | Francia (bandiera) | D     | Hawa Cissoko           |
| 24 | Francia (bandiera) | D     | Amandine Soulard       |
| 27 | Francia (bandiera) | D     | Maëlle Lakrar          |
| 28 | Francia (bandiera) | A     | Sandrine Brétigny      |
|    | Francia (bandiera) | P     | Laurie Lucidi          |

## Calciomercato

### Sessione estiva
| Acquisti | Acquisti               | Acquisti             | Acquisti   |
| R.       | Nome                   | da                   | Modalità   |
| -------- | ---------------------- | -------------------- | ---------- |
| P        | Laurie Lucidi          | Olympique Lione U-19 | definitivo |
| P        | Geneviève Richard      | Saint-Étienne        | definitivo |
| D        | Hawa Cissoko           | Paris Saint-Germain  | definitivo |
| C        | Cristina Ferral        | Borregos Salvajes    | definitivo |
| A        | Fanndís Friðriksdóttir | Breiðablik           | definitivo |
| A        | Namnata Traoré         | Saint-Étienne        | definitivo |

| Cessioni | Cessioni               | Cessioni        | Cessioni   |
| R.       | Nome                   | a               | Modalità   |
| -------- | ---------------------- | --------------- | ---------- |
| P        | Pauline Peyraud-Magnin | Olympique Lione | definitivo |
| D        | Léonie Multari         | Fleury          | definitivo |
| C        | Sara Yuceil            | PSV             | definitivo |
| A        | Océane Closset         | ASPTT Albi      | definitivo |

## Risultati

### Division 1

#### Girone di andata
| Marsiglia 3 settembre 2017, ore 15:00 CEST 1ª giornata | Olympique Marsiglia | 0 – 0 referto | Guingamp | Stadio Roger Lebert (289 spett.)\| Arbitro: \| Di Benedetto \| |
| Arbitro:                                               | Di Benedetto        |               |          |                                                                |

| Arbitro: | Coppola |

|                        |           |            |
| Thiney 27’ Jaurena 49’ | Marcatori | 13’ Alidou |

| Arbitro: | Coppola |

|            |           |                                                |
| Alidou 22’ | Marcatori | 4’, 75’ Blackstenius 19’ Gauvin 69’ Torrecilla |

| Arbitro: | Di Benedetto |

|             |           |  |
| Gathrat 89’ | Marcatori |  |

| Marsiglia 8 ottobre 2017, ore 13:30 CEST 5ª giornata | Olympique Marsiglia | 0 – 0 referto | Soyaux | Stadio Roger Lebert (150 spett.)\| Arbitro: \| Bagrowski \| |
| Arbitro:                                             | Bagrowski           |               |        |                                                             |

| Arbitro: | Burban |

|           |           |                    |
| Coryn 76’ | Marcatori | 42’ Friðriksdóttir |

| Arbitro: | Bartnik |

|           |           |                 |
| Asseyi 4’ | Marcatori | 53’, 80’ Cazeau |

| Arbitro: | Dallongeville |

|                                  |           |            |
| Laplacette 61’ (aut.) Corboz 72’ | Marcatori | 14’ Caputo |

| Arbitro: | Florence Guillemin |

|                       |           |                                             |
| Asseyi 31’ Lakrar 38’ | Marcatori | 50’ Périsset 55’ Diani 67’, 68’, 81’ Katoto |

| Arbitro: | Bagrowski |

|  |           |                                                           |
|  | Marcatori | 11’ Renard 50’, 55’ Ad. Hegerberg 58’ Bronze 68’ Hamraoui |

| Arbitro: | Vanderstichel |

|                                                   |           |                         |
| Peruzzetto 4’ Lemaître 56’ (rig.), 85’ Noiran 59’ | Marcatori | 66’ Caputo 90+3’ Asseyi |

#### Girone di ritorno
| Arbitro: | Bartnik |

|           |           |  |
| Gadéa 70’ | Marcatori |  |

| Arbitro: | Beyer |

|                                          |           |                     |
| Sembrant 3’ Cayman 25’ (rig.) Gauvin 66’ | Marcatori | 78’, 90+5’ Brétigny |

| Arbitro: | Bagrowski |

|            |           |  |
| Asseyi 65’ | Marcatori |  |

| Arbitro: | Di Benedetto |

|                  |           |                   |
| Tolmais 31’, 68’ | Marcatori | 4’ (rig.) Pizzala |

| Arbitro: | Bagrowski |

|            |           |                                  |
| Asseyi 65’ | Marcatori | 37’ (aut.) Storti 53’ Coutereels |

| Arbitro: | Vanderstichel |

|  |           |                      |
|  | Marcatori | 8’ Alidou 62’ Cardia |

| Arbitro: | Guillemin |

|  |           |             |
|  | Marcatori | 37’ Palacin |

| Arbitro: | Elodie Coppola |

|                                              |           |  |
| Katoto 19’, 64’ (rig.) Diani 44’ Hermoso 88’ | Marcatori |  |

| Arbitro: | Loidon |

|                                                                         |           |  |
| Mbock Bathy 26’, 74’ Ad. Hegerberg 59’, 77’ Hamraoui 65’ Henry 72’, 90’ | Marcatori |  |

| Arbitro: | Di Benedetto |

|  |           |              |
|  | Marcatori | 69’ Lemaître |

| Arbitro: | Soriano |

|                     |           |  |
| Pervier-Arragon 52’ | Marcatori |  |

### Coppa di Francia
| Arbitro: | Di Benedetto |

|  |           |                                                                 |
|  | Marcatori | 15’, 63’, 90+1’ Asseyi 43’ Gadéa 49’ Cardia 85’ (rig.) Brétigny |

| Arbitro: | Vanderstichel |

|                       |           |  |
| Soulard 5’ Cardia 90’ | Marcatori |  |

| Arbitro: | Bartnik |

|                   |                      |               |
| Coton-Pélagie 70’ | Marcatori            | 48’ Jakobsson |
|                   | Tiri di rigore 4 – 5 |               |

## Statistiche

### Statistiche di squadra
| Competizione     | Punti | In casa | In casa | In casa | In casa | In casa | In casa | In trasferta | In trasferta | In trasferta | In trasferta | In trasferta | In trasferta | Totale | Totale | Totale | Totale | Totale | Totale | DR  |
| Competizione     | Punti | G       | V       | N       | P       | Gf      | Gs      | G            | V            | N            | P            | Gf           | Gs           | G      | V      | N      | P      | Gf     | Gs     | DR  |
| ---------------- | ----- | ------- | ------- | ------- | ------- | ------- | ------- | ------------ | ------------ | ------------ | ------------ | ------------ | ------------ | ------ | ------ | ------ | ------ | ------ | ------ | --- |
| Division 1       | 12    | 11      | 2       | 2       | 7       | 6       | 20      | 11           | 1            | 1            | 9            | 10           | 27           | 22     | 3      | 3      | 16     | 16     | 47     | -31 |
| Coppa di Francia | -     | 2       | 1       | 1       | 0       | 3       | 1       | 1            | 1            | 0            | 0            | 6            | 0            | 3      | 2      | 1      | 0      | 9      | 1      | +8  |
| Totale           | -     | 13      | 3       | 3       | 7       | 9       | 21      | 12           | 2            | 1            | 9            | 16           | 27           | 25     | 5      | 4      | 16     | 25     | 48     | -23 |

### Andamento in campionato
| Giornata  | 1 | 2 | 3 | 4 | 5 | 6 | 7  | 8  | 9  | 10 | 11 | 12 | 13 | 14 | 15 | 16 | 17 | 18 | 19 | 20 | 21 | 22 |
| --------- | - | - | - | - | - | - | -- | -- | -- | -- | -- | -- | -- | -- | -- | -- | -- | -- | -- | -- | -- | -- |
| Luogo     | C | T | C | T | C | T | C  | T  | C  | C  | T  | C  | T  | C  | T  | C  | T  | C  | T  | T  | C  | T  |
| Risultato | N | P | P | P | N | N | P  | P  | P  | P  | P  | V  | P  | V  | P  | P  | V  | P  | P  | P  | P  | P  |
| Posizione | 8 | 8 | 9 | 9 | 9 | 9 | 10 | 12 | 12 | 12 | 12 | 12 | 12 | 12 | 12 | 12 | 12 | 12 | 12 | 12 | 12 | 12 |

Legenda:

Luogo: C = Casa; T = Trasferta. Risultato: V = Vittoria; N = Pareggio; P = Sconfitta.

### Statistiche delle giocatrici
| Giocatore         | Division 1 | Division 1 | Division 1  | Division 1 | Coppa di Francia | Coppa di Francia | Coppa di Francia | Coppa di Francia | Totale   | Totale | Totale      | Totale     |
| Giocatore         | Presenze   | Reti       | Ammonizioni | Espulsioni | Presenze         | Reti             | Ammonizioni      | Espulsioni       | Presenze | Reti   | Ammonizioni | Espulsioni |
| ----------------- | ---------- | ---------- | ----------- | ---------- | ---------------- | ---------------- | ---------------- | ---------------- | -------- | ------ | ----------- | ---------- |
| M-Y. Alidou       | 16         | 3          | 5           | 0          | 2                | 0                | 0                | 0                | 18       | 3      | 5           | 0          |
| V. Asseyi         | 21         | 4          | 4           | 0          | 3                | 3                | 0                | 0                | 24       | 7      | 4           | 0          |
| I. Belloumou      | 2          | 0          | 0           | 0          | -                | -                | -                | -                | 2        | 0      | 0           | 0          |
| A. Blanc          | 6          | 0          | 0           | 0          | 1                | 0                | 0                | 0                | 7        | 0      | 0           | 0          |
| S. Brétigny       | 9          | 2          | 0           | 0          | 2                | 1                | 0                | 0                | 11       | 3      | 0           | 0          |
| C. Caputo         | 13         | 2          | 1           | 0          | 1                | 0                | 0                | 0                | 14       | 2      | 1           | 0          |
| M. Cardia         | 17         | 1          | 4           | 0          | 2                | 2                | 0                | 0                | 19       | 3      | 4           | 0          |
| H. Cissoko        | 11         | 0          | 5           | 0          | 2                | 0                | 0                | 0                | 13       | 0      | 5           | 0          |
| N. Coton-Pélagie  | 13         | 0          | 2           | 0          | 2                | 1                | 1                | 0                | 15       | 1      | 3           | 0          |
| C. Ferral         | 6          | 0          | 0           | 0          | 1                | 0                | 0                | 0                | 7        | 0      | 0           | 0          |
| T. Fiordaliso     | 0          | 0          | 0           | 0          | -                | -                | -                | -                | 0        | 0      | 0           | 0          |
| F. Friðriksdóttir | 20         | 1          | 0           | 0          | 2                | 0                | 0                | 0                | 22       | 1      | 0           | 0          |
| K. Gadéa          | 21         | 1          | 2           | 0          | 3                | 1                | 0                | 0                | 24       | 2      | 2           | 0          |
| J. Hamidou        | 7          | 0          | 1           | 0          | 0                | 0                | 0                | 0                | 7        | 0      | 1           | 0          |
| S. Huchet         | -          | -          | -           | -          | -                | -                | -                | -                | -        | -      | -           | -          |
| R. Khezami        | 0          | 0          | 0           | 0          | -                | -                | -                | -                | 0        | 0      | 0           | 0          |
| M. Lakrar         | 19         | 1          | 0           | 0          | 2                | 0                | 0                | 0                | 21       | 1      | 0           | 0          |
| T. Laplacette     | 8          | 0          | 2           | 0          | 0                | 0                | 0                | 0                | 8        | 0      | 2           | 0          |
| C. Lozé           | 4          | 0          | 0           | 0          | 2                | 0                | 0                | 0                | 6        | 0      | 0           | 0          |
| L. Lucidi         | 0          | 0          | 0           | 0          | -                | -                | -                | -                | 0        | 0      | 0           | 0          |
| A. M'Bassidjé     | 17         | 0          | 1           | 0          | 3                | 0                | 0                | 0                | 20       | 0      | 1           | 0          |
| C. Pizzala        | 21         | 1          | 1           | 0          | 3                | 0                | 0                | 0                | 24       | 1      | 1           | 0          |
| G. Richard        | 22         | -47        | 0           | 0          | 3                | -1               | 0                | 0                | 25       | -48    | 0           | 0          |
| M. Saint-Léger    | 0          | 0          | 0           | 0          | 0                | 0                | 0                | 0                | 0        | 0      | 0           | 0          |
| M. Saulnier       | 1          | 0          | 0           | 0          | -                | -                | -                | -                | 1        | 0      | 0           | 0          |
| A. Soulard        | 17         | 0          | 1           | 0          | 3                | 1                | 0                | 0                | 20       | 1      | 1           | 0          |
| N. Traoré         | 8          | 0          | 1           | 0          | 1                | 0                | 0                | 0                | 9        | 0      | 1           | 0          |